# Liste des Corps de Cadets de la Marine royale canadienne
La Liste des Corps de Cadets de la Marine royale canadienne est une liste des différents Corps de Cadets par numéro d'unité, donnant son nom et son emplacement.Les numéros sont en ordre par les corps de cadets par leur année de fondation.
| Numéro de l'unité, Nom, Emplacement | Numéro de l'unité, Nom, Emplacement |
| --- | --- |
| - 001 Nelson - Halifax, Nouvelle-Écosse - 002 Sydney - Sydney, Nouvelle-Écosse - 003 Terra Nova - Saint-Jean, Terre-Neuve-et-Labrador - 005 Rainbow - Victoria, Colombie-Britannique - 006 Victory - Montréal, Québec - 007 Captain Cook - Prince Rupert, Colombie-Britannique - 008 Champlain - Québec, Québec - 009 Rodney - Saint-Jean, Nouveau-Brunswick - 011 Sioux - Laval, Québec - 017 Ontario - North York, Ontario - 018 Vanguard - Toronto, Ontario - 021 Preserver - Botwood, Terre-Neuve-et-Labrador - 022 Undaunted - Calgary, Alberta - 023 Kent - Charlottetown, Île-du-Prince-Édouard - 024 Magnificent - Dartmouth, Nouvelle-Écosse - 025 Crusader - Winnipeg, Manitoba - 026 Cornwallis - Cornwallis, Nouvelle-Écosse / Clementsport, Nouvelle-Écosse - 027 Warrior - Edmonton, Alberta - 029 Churchill - Ramea, Terre-Neuve-et-Labrador - 031 Lion - Hamilton, Ontario - 032 Beothic - Harbour Grace, Terre-Neuve-et-Labrador - 033 Saint Lawrence - Kingston, Ontario - 034 Chinook - Lethbridge, Alberta - 037 Courageous - London, Ontario - 038 Caraquet - Caraquet, Nouveau-Brunswick - 039 Neptune - Lunenburg, Nouvelle-Écosse - 040 Falkland - Ottawa, Ontario - 041 Royal William - Pictou, Nouvelle-Écosse - 042 Vindictive - Thunder Bay, Ontario - 043 Impregnable - Regina, Saskatchewan - 045 Jervis Bay - Saskatoon, Saskatchewan - 046 Royal Sovereign - Sault-Sainte-Marie, Ontario - 047 Captain Vancouver - Vancouver, Colombie-Britannique - 048 Agamemnon - Windsor, Ontario - 049 John Travers Cornwell VC - Winnipeg, Manitoba - 053 Barrie - Barrie, Ontario - 054 Admiral Dewolf - Campbell River, Colombie-Britannique - 055 Restigouche - Campbellton, Nouveau-Brunswick - 056 Nootka - Holden, Alberta - 058 Quinte - Belleville, Ontario - 060 Swiftsure - Brandon, Manitoba - 062 Niobe - Bridgewater, Nouvelle-Écosse - 063 Kalamalka - Vernon, Colombie-Britannique - 064 Malaspina - Powell River, Colombie-Britannique - 065 Iron Duke - Burlington, Ontario - 067 Windsor - Grand Falls-Windsor, Terre-Neuve-et-Labrador - 068 Husky - Flin Flon, Manitoba - 070 New Waterford - New Waterford, Nouvelle-Écosse - 071 Atlantic - Grand Bank, Terre-Neuve-et-Labrador - 072 Rouanda - Rouyn-Noranda, Québec - 073 Newfoundland - Deer Lake, Terre-Neuve-et-Labrador - 076 Minas - Windsor, Nouvelle-Écosse - 077 Daerwood - Selkirk, Manitoba - 079 Trent - Trenton, Ontario - 080 Furious - Drumheller, Alberta - 081 Hampton Gray, VC - Nelson, Colombie-Britannique - 083 Briton - Twillingate, Terre-Neuve-et-Labrador - 084 Golden Hind - Catalina, Terre-Neuve-et-Labrador - 085 Summerside - Summerside, Île-du-Prince-Édouard - 086 Dreadnought - Glace Bay, Nouvelle-Écosse - 087 Admiral Murray - New Glasgow, Nouvelle-Écosse - 088 Truro - Truro, Nouvelle-Écosse - 089 Ajax - Guelph, Ontario - 092 Chebogue - Yarmouth, Nouvelle-Écosse - 093 Grenville - Kelowna, Colombie-Britannique - 094 Warspite - Kitchener, Ontario - 096 Dundas - Dundas, Ontario - 099 Assiniboine - Moose Jaw, Saskatchewan - 100 Admiral Mainguy - Duncan, Colombie-Britannique - 101 Tiger - Timmins, Ontario - 102 Fraser - New Westminster, Colombie-Britannique - 103 Niagara - Niagara Fals, Ontario - 104 Brilliant - North Bay, Ontario - 105 Londsdale - North Vancouver, Colombie-Britannique - 106 Sir Francis Drake - Oshawa, Ontario - 109 Alberni - Port Alberni, Colombie-Britannique - 110 Stormont - Cornwall, Ontario - 112 Howe - Peterborough, Ontario - 113 Athabaskan - Fort Saskatchewan, Alberta - 114 Orkney - Yorkton, Saskatchewan - 116 Skeena - Port Hope, Ontario - 117 Jacques Cartier - Sept-Îles, Québec - 118 Rawalpindi - Prince Albert, Saskatchewan - 121 Mary Rose - Marystown, Terre-Neuve-et-Labrador - 122 Moncton - Moncton, Nouveau-Brunswick - 126 Red Deer - Red Deer, Alberta - 129 Caribou - North Sydney, Nouvelle-Écosse - 130 Fredericton - Frédéricton, Nouveau-Brunswick - 131 Kootenay - Trail, Colombie-Britannique - 132 Repulse - Sarnia, Ontario - 134 Admiral Mountbatten - Grand Sudbury, Ontario - 135 Admiral Nelles - Brantford, Ontario - 136 Amphion - Nanaimo, Colombie-Britannique - 137 Kamloops - Kamloops, Colombie-Britannique - 139 Illustrious - Brampton, Ontario - 140 Cayuga - Denwood, Alberta - 144 Fort Francis - Emo, Ontario - 145 Medicine Hat - Medicine Hat, Alberta - 147 Baddeck - Baddeck, Nouvelle-Écosse - 150 Rimouski - Rimouski, Québec - 152 Resolute - Edmonton, Alberta - 153 Woodstock - Woodstock, Ontario - 157 Bob Bartlett - Burgeo, Terre-Neuve-et-Labrador - 158 Grizzly - Prince George, Colombie-Britannique - 162 Wallaceburg - Wallaceburg, Ontario - 165 Pierre de Saurel - Sorel-Tracy, Québec - 166 Fort Townshend - Saint-Jean, Terre-Neuve-et-Labrador - 168 Richelieu - Saint-Jean-sur-Richelieu, Québec - 169 Columbia - Aldergrove, Colombie-Britannique - 170 Radisson - Trois-Rivières, Québec - 172 Youville - Varennes, Québec - 176 Scarborough - Scarborough, Ontario - 178 Oakville - Oakville, Ontario - 180 Saxon - Shellburn, Nouvelle-Écosse - 182 Cap Chat - Cap Chat, Québec - 184 Curling - Corner Brook, Terre-Neuve-et-Labrador - 186 Haida - Streetsville, Ontario - 188 Trafalgar - Montréal, Québec | - 189 Port Augusta - Comox, Colombie-Britannique - 191 Labrador - Wabush, Terre-Neuve-et-Labrador - 194 Calypso - St. George's, Terre-Neuve-et-Labrador - 195 Bicknell - Richmond, Colombie-Britannique - 197 Frontenac - Sherbrooke, Québec - 198 Yukon - Rocky Mountain House, Alberta - 201 Grilse - Coquitlam, Colombie-Britannique - 202 Chilcotin - Williams Lake, Colombie-Britannique - 204 Babine - Smithers, Colombie-Britannique - 205 Kitamaat - Kitamat, Colombie-Britannique - 206 Joliette - Joliette, Québec - 209 Great Eastern - New Harbour, Terre-Neuve-et-Labrador - 211 Lanark - Carleton Place, Ontario - 212 Grenfell - Baie Verte, Terre-Neuve-et-Labrador - 213 Qu'Appelle - Winnipeg, Manitoba - 217 Onondaga - Nipigon, Ontario - 218 Drummondville - Drummondville, Québec - 219 Magog - Magog, Québec - 220 Admiral Budge - Sidney, Colombie-Britannique - 221 Patriot - Newmarket, Ontario - 223 Longueuil - Longueuil, Québec - 224 Napanee - Napanee, Ontario - 226 Whitby - Whitby, Ontario - 227 Shelter Bay - Port-Cartier, Québec - 229 Viking - Bancroft, Ontario - 230 La Hulloise - Hull, Québec - 231 Le Dauphin - Matane, Québec - 233 Le St-Étienne - Montréal, Québec - 235 Arrow - Arichat, Nouvelle-Écosse - 236 Gatineau - Gatineau, Québec - 237 Truxtun - Lawn, Terre-Neuve-et-Labrador - 238 Campbelltown - Sherwood Park, Alberta - 240 Amiral Le Gardeur - Repentigny, Québec - 241 Arrowhead - Arichat, Nouvelle-Écosse - 242 Granby - Granby, Québec - 243 Alexandre de Berthier - Berthierville, Québec - 244 Harwood - Ajax, Ontario - 245 Bellechasse - Saint-Anselme, Québec - 247 Les Timoniers de Valcourt - Valcourt, Québec - 248 Montréal - Montréal, Québec - 249 Effie M Morrisey - Brigus, Terre-Neuve-et-Labardor - 251 Southern Cross - Avondale, Terre-Neuve-et-Labrador - 252 Huron - Bonnyville, Alberta - 253 Crescent - Bolton, Ontario - 256 Patrician - Red Lake, Ontario - 257 Le Montagnais - Chicoutimi, Québec - 258 Amherst - Amherst, Nouvelle-Écosse - 259 Drylander - Swift Current, Saskatchewan - 260 J. E. Bernier - L'Islet, Québec - 263 Beacon Hill - Langford, Colombie-Britannique - 265 L'Archipel - Cap-aux-Meules, Québec - 266 L'Aviron - Mont-Louis, Québec - 267 Kondiaronk - Loretteville, Québec - 268 Bras d'Or - Kennebecasis Valley, Nouveau-Brunswick - 269 Endeavour- St. Lawrence, Terre-Neuve-et-Labrador - 272 Ojibwa- Etobicoke, Ontario - 275 Chaleur - Bathurst, Nouveau-Brunswick - 278 Cape Perce - Donkin, Nouvelle-Écosse - 279 Bowmanville - Bowmanville, Ontario - 280 Zaandam - Burin, Terre-Neuve-et-Labrador - 281 Canso - Canso, Nouvelle-Écosse - 284 Marconi- Mount Pearl, Terre-Neuve-et-Labrador - 285 Leif Ericksen - St. Lunaire-Griquet, Terre-Neuve-et-Labrador - 286 Trillium - Midland, Ontario - 287 Cap Rouge - Saint-Augustin-de-Desmaures, Québec - 288 Ardent - Gander, Terre-Neuve-et-Labrador - 289 Corcette - Lamaline, Terre-Neuve-et-Labrador - 290 Sir Humphrey Gilbert - Fortune, Terre-Neuve-et-Labrador - 291 Waterloo - Waterloo, Québec - 292 Coverdale - Riverview, Nouveau-Brunswick - 293 Duc de Richmond - New Richmond, Québec - 295 Baccalieu - Old Perlican, Terre-Neuve-et-Labrador - 296 Esquimalt - Parksville, Colombie-Britannique - 299 Mackenzie - Stony Plain, Alberta - 300 Boisbriand - Boisbriand, Québec - 302 Endurance - Terrace Bay, Ontario - 304 Chaudiere - Milton, Ontario - 305 Sackville - Lower Sackville, Nouvelle-Écosse - 306 Captain Kidd - Elliot Lake, Ontario - 307 Mariner - Surrey, Colombie-Britannique - 308 Triumph- Hamilton, Ontario - 309 Fort William - Thunder Bay, Ontario - 310 Clode Sound - Port Blandford, Terre-Neuve-et-Labrador - 311 Halifax- Hampton, Nouveau-Brunswick - 312 Oriole- Notre-Dame-du-Laus,Québec - 313 Intrépide- Laval, Québec - 314 Hood - Coboconk, Ontario - 316 Cape Hurd - Southampton, Ontario - 317 Pointe-Lévy - Lévis, Québec - 319 Centurion - Kanata, Ontario - 323 Blue Heron - Hunter River, Île-du-Prince-Édouard - 324 Bonaventure - Stewiacke - 325 Admiral RC Waller - Sooke, Colombie-Britannique - 326 Admiral F.J. Mifflin - Hermitage-Sandyville, Terre-Neuve-et-Labrador - 327 Unicorn - Barrington Passage, Nouvelle-Écosse - 328 St. Margaret's Bay - St Margaret's Bay, Nouvelle-Écosse - 329 Valleyfield - Valleyfield, Québec - 330 Dawson - Sainte-Anne, Manitoba - 335 Calgary - Calgary, Alberta - 337 Sainte Catherine - Sainte-Catherine, Québec - 338 Defiant - Morrisburg, Ontario - 339 Iroquois - Shearwater, Nouvelle-Écosse - 341 Nipigon - Oromocto, Nouveau-Brunswick - 342 Emilien-Paradis - Sayabec, Québec - 343 Okanagan - Big Cove, Nouveau-Brunswick - 344 Victoria - Calgary, Alberta - 346 Saskatchewan - Fort Qu'Appelle, Saskatchewan - 347 Avenger - Ashcroft, Colombie-Britannique - 348 Manitoulin - Little Current, Ontario - 349 Chilliwack - Chilliwack, Colombie-Britannique - 350 Transcona - Winnipeg, Manitoba - 351 Llewellyn - Chester, Nouvelle-Écosse - 352 Fundy - St. Andrews, Nouveau-Brunswick - 353 New Maryland - New Maryland, Nouveau-Brunswick - 354 Invincible - Maple Ridge, Colombie-Britannique - 355 Cape Breton - Waycobah, Nouvelle-Écosse - 356 Wolf - Unilacke, Nouvelle-Écosse |